# Xántusné Paull Aranka
Xántusné Paull Aranka (Vác, 1889. március 7. – Kolozsvár, 1961. szeptember 5.) – földrajzi tankönyvíró, id. Xántus János felesége, ifj. Xántus János anyja, Xantus Barbara ükanyja.

## Életpályája
Középiskolai tanulmányait szülővárosában és Kolozsváron végezte. 1906-ban beiratkozott a Ferenc József Tudományegyetemre, ahol történelem–földrajz szakon szerzett tanári diplomát 1911-ben. Utána Cholnoky Jenő tanársegédeként dolgozott az egyetemen 1919-ig, majd tízévi megszakítás után középiskolai tanárként a kolozsvári Marianum Leánygimnáziumban, ahonnan 1948-ban nyugdíjazták.

## Munkássága
Középiskolák számára írt tankönyvei: 
- A világrészek rövid földrajza. Európa (Kolozsvár, 1924)
- A világrészek rövid földrajza. Európán kívül (Kolozsvár, 1930)
- Gazdasági földrajz (Kolozsvár, 1932)
- Általános földrajz (Kolozsvár, 1936)
- Románia földrajza (Kolozsvár, 1936)
- Észak-Amerika és Európa földrajza (Kolozsvár, 1936)
- A világrészek földrajza (Kolozsvár, 1936)
- Emberföldrajz és politikai földrajz (Kolozsvár, 1938)
- Általános földrajz (ifj. dr. Xántus Jánossal, Kolozsvár, 1946)